# Giovanni Mollio
Giovanni Mollio (* um 1500 in Montalcino bei Siena; † 5. September 1553 in Rom) war ein italienischer Reformator. Er gilt als evangelischer Märtyrer und hieß eigentlich Giovanni Buzio, „il Mollio“ war ursprünglich nur sein Beiname, der erstmals in Ludwig Rabus’ Buch „Historien der Martyrern“ (Straßburg 1555) auftaucht, nämlich in der Form Johannes Mollius Montilcinus. Daneben wird er auch Montilcinus, Montalcinus, Montalcino, Giovanni (da) Montalcino, Giovanni Montalcini, Giovanni Mollio (da) Montalcino oder Giovanni Moglio, als Mitglied des Franziskanerordens Fra Giovanni Moglio, eingedeutscht auch Johannes Mollio, Johann Mollio, Johannes Molleus, Johannes Mollius, Johann Mollius oder Johannes Montalcinus, englisch mitunter John Mollio, John Mollius oder Joannes Mollius genannt, letztere Form findet sich auch im Niederländischen. Im Spanischen finden sich die Formen Juan Mollio und Juan Buzio di Montalcino.

## Leben

### Klosterschüler
Giovanni Mollio wurde als Sohn mittelloser Eltern geboren. Wegen ihrer Armut übergaben sie Giovanni zusammen mit seinem Bruder Augustinus im Alter von zwölf Jahren der Obhut des Franziskanerordens, dem er zeitlebens angehören sollte. Da Giovanni den Ordensmitgliedern, im Gegensatz zu seinem Bruder, der niedrige Arbeiten verrichten musste, aufgrund seiner raschen Fortschritte in den Künsten, Wissenschaften und Sprachen begabt erschien, brachten sie ihm die lateinische Sprache bei.

### Priesterweihe und Studium
Nach zwei Jahren galt er im montalcinischen Kloster als der beste Lateinschüler. Im Alter von 18 Jahren empfing er die Priesterweihe und las seine erste Messe. Danach wurde er zur weiteren Ausbildung nach Ferrara geschickt. Dort studierte er Dialektik und Philosophie und betrieb auch Bibelstudien.

### Promotion und Lektorenamt
Nach sechs Jahren hatte Giovanni Mollio einen Bildungsstand erreicht, der ihn in vielen Disputen die Oberhand behalten ließ. Dadurch wurde der General und Obere der Franziskanerminoriten, Giovanni Vigerio, genannt Januensis (der Stadtname Genua wird bisweilen von lateinisch „Janua“ für „Tür“ oder „Tor“ hergeleitet; Amtszeit Vigerios war 1525–1530), auf ihn aufmerksam und ließ ihn promovieren. Danach wurde er von Vigerio als Lektor im Franziskanerkloster zu Genua eingesetzt. Zu dieser Zeit versuchte Mollio noch, argumentativ gegen die Lehren der Reformation vorzugehen.

### Professur in Brescia
Im Jahre 1531 wurde Mollio Professor; er lehrte erst in Brescia, im deutschsprachigen Raum damals auch Brixen genannt. Sein Wissensstand und seine Lehrfähigkeiten machten ihn bekannt. Ein damaliger Schüler Mollios war Michelangelo Florio. (Nach seiner Emigration nach England wurde Michelangelo Florio Italienischlehrer der Lady Jane Grey und der späteren Königin Elisabeth I. John Florio war sein Sohn. Sowohl John als auch Michelangelo Florio wurden in sehr umstrittenen Thesen als Autor der Werke William Shakespeares in Betracht gezogen.) Papst Sixtus IV. (Pontifikat 1471–1484), der selbst dem Franziskanerorden angehörte, hatte dafür gesorgt, dass Mitglieder dieses Ordens auch ohne Einverständnis der Ortsgeistlichen überall seelsorgerisch und lehrend tätig sein durften. Mollios Lehrtätigkeit konnte von diesem Privileg profitieren.
In Oberitalien, speziell in Brescia und der lombardischen Hauptstadt Mailand, existierten bereits im Mittelalter christliche Bewegungen wie die Waldenser, die sich von der römisch-katholischen Kirche gelöst hatten und großen Wert auf den Wortlaut und die Verbreitung des Evangeliums legten. Auch der in Brescia geborene Arnold von Brescia (um 1090–1155) wurde bisweilen, ebenso wie diese Bewegungen, als Vertreter der Vorreformation gesehen. Unter dem Eindruck der Kriege in dieser Region am Anfang des 16. Jahrhunderts entwickelten diese Strömungen die Vorstellung von der Erlösung allein durch den Glauben (Sola fide). Ferner gab es viele Kontakte zur benachbarten Schweiz und dem ebenfalls nahe gelegenen Deutschland, wo sich zur Zeit Mollios die Reformation verbreitete, mit ihren Zentren in Zürich beziehungsweise Wittenberg.

### Professur in Mailand und Pavia
1532 lehrte Mollio in Mailand. In dieser Position studierte er noch intensiver die Bibel. Dabei kam er zu dem Schluss, dass der reformatorischen Lehre von der Rechtfertigung allein aus Glauben zuzustimmen sei. Ebenso wie Martin Luther bezog er sich dabei besonders auf die Epistel des Paulus. In seiner Entwicklung, bei der er zunächst die Bibel las, um die reformatorischen Schriften zu widerlegen, und dadurch nach und nach selbst zu reformatorischem Denken geführt wurde, ähnelte Giovanni Mollio Pietro Paolo Vergerio, dem Bischof von Koper.
Entscheidend für Mollios Abkehr von der römisch-katholischen Lehre war auch Heinrich Bullingers Abhandlung über die Messe und die Anrufung von Heiligen. Girolamo Zanchi schrieb am 24. Juni 1568, also nach Mollios Tod, in einem Brief an Bullinger, wie ihm Mollio dieses Buch mit dem Titel „de Origine erroris“ oder „über den Ursprung des Irrtums betreffend die Bilderverehrung und die Messe“ empfohlen habe. So habe ihm Mollio geraten, sein rechtes Auge dafür herzugeben, wenn er kein Geld dafür habe, um es dann mit dem linken zu lesen. Zanchi habe es stattdessen für eine Krone erworben und den Text gekürzt, um ihn für die Inquisition unverdächtig zu machen. Bemerkenswert an diesem Brief ist nicht nur die Bekanntschaft Mollios mit Zanchi und seine Wertschätzung für Bullinger, sondern auch, dass Mollio hier bereits als Märtyrer für das Evangelium bezeichnet wurde.
In Mailand gab es bereits seit 1524 evangelische Prediger, evangelische Gemeinden gab es in mehreren Städten, die zur Lombardei oder zu Venedig gehörten. Mollio schloss sich 1532 dieser Bewegung an, unterstützte sie mit seinem Wissen und fand seinerseits Bestätigung für seine neugewonnenen Ansichten, die auch in seinen Vorträgen immer deutlicher wurden.
Noch im Jahre 1532 wurde Francesco II. Sforza, der Herzog von Mailand, auf Mollio aufmerksam und ernannte ihn zum Ordinarius für Philosophie in Pavia. Auch dort schloss Mollio sich einem evangelischen Kreis an.

### Professur in Bologna
Später im Jahre 1532 erhielt Mollio von Lorenzo Spada, einem gebürtigen Bologneser und renommierten Theologen, der 1537 als 48. das Amt des Generalministers der Franziskanerminoriten, denen Mollio angehörte, übernehmen sollte (Amtszeit bis 1543), und ihn sehr zu schätzen wusste, eine Professur in Bologna.
Bischof und päpstlicher Legat in Bologna war Kardinal Lorenzo Campeggi, der bereits 1530 auf dem Reichstag zu Augsburg als scharfer Gegner der Reformation hervorgetreten war. Karl V. hatte er geraten „das giftige Gewächs der evangelischen Kirche mit Feuer und Schwert zu vertilgen“. Dieselbe Haltung vertrat er auch in seiner eigenen Diözese. Die Ereignisse in Augsburg wurden von den evangelischen Christen Italiens mit großem Interesse verfolgt. Karl V. hielt nach seiner Rückkehr aus Deutschland mit Papst Clemens VII. in Bologna eine Unterredung. Johann Planitz, ein Gesandter des Kurfürsten von Sachsen, reiste zu dieser Zeit zu Karl V. nach Bologna. In Italien verbreitete sich daraufhin das Gerücht, Planitz habe den Auftrag, den Kaiser dazu zu bringen, den Papst zu veranlassen, ein allgemeines Konzil einzuberufen, auf dem über die von den Reformatoren aufgeworfenen Glaubensfragen diskutiert werden sollte. Die evangelische Untergrundgemeinde Bolognas sandte daraufhin ein Schreiben an Planitz, von dem vermutet wird, dass es von Mollio geschrieben worden war. Zu dieser Gemeinde gehörten auch andere Professoren seiner Universität. Darin drückte sich die Hoffnung aus, der Kurfürst werde die Italiener und andere Völker dabei unterstützen, die in dem Schreiben als „Tyrannei“ bezeichnete Vorherrschaft des Papstes abzustreifen, wie es auch in Sachsen geschehen sei, und Glaubensfreiheit, freie Predigt und freie Verbreitung von Bibelübersetzungen zu ermöglichen. Die Einberufung eines Konzils wurde begrüßt.
In Bologna hielt Mollio Vorlesungen über Aristoteles’ drittes Buch über die Seele und das erste Buch des Johannes Duns Scotus. Zu dieser Zeit tendierte Mollio dazu, sich mehr auf seine biblischen Studien zu konzentrieren. Dabei kam ihm die Bitte einiger evangelisch gesinnter Ordensbrüder gelegen, künftig Vorlesungen über die Epistel des Paulus zu halten. Er kam dieser Bitte zunächst nach, indem er in seiner Zelle einem kleinen Kreis den Römerbrief auslegte. Die große Zahl der Interessenten nötigte ihn aber dazu, diese Zusammenkünfte zunächst in die Hörsäle zu verlegen, in denen er auch seine philosophischen Vorlesungen abhielt, so dass sie in aller Öffentlichkeit stattfanden. Wegen des regen Zulaufs mussten die Studenten sich eine Stunde vor der Veranstaltung einen Platz suchen.
Später musste er seine Lektionen sogar in Kirchen von der Kanzel halten. Angespornt durch das große Interesse wurde seine evangelische Überzeugung in seinen Lehrveranstaltungen immer deutlicher. Seine Meinung wurde vom Metaphysikprofessor Cornelio angefochten. Dieser war ebenfalls Franziskaner und begann als Reaktion auf Mollios populäre evangelische Auslegung, selbst die paulinischen Epistel auszulegen, und zwar im Sinne der päpstlichen Lehre von Werkgerechtigkeit, Ablass und Fegefeuer. Dies geschah im Einvernehmen mit Kardinal Campeggi. Diese Vorgehensweise steigerte aber nur noch das Interesse an Mollios Vorlesungen, während es Cornelios Gegenveranstaltungen zunehmend an Zuhörern mangelte. Rabus zufolge empfahl Cornelio Campeggi, Mollio festzunehmen und zum Tode verurteilen zu lassen, da er die Lehre der römisch-katholischen Kirche und damit auch die Position des Kardinals gefährde. Aufgrund der hohen Popularität Mollios in Bologna war eine Verhaftung und Hinrichtung aber zu diesem Zeitpunkt nicht praktikabel.

### Eine Disputation zur Rechtfertigungslehre und ihre Folgen
Stattdessen lud Kardinal Campeggi Mollio zu einer öffentlichen Disputation zur Rechtfertigungslehre ein, bei der er selbst zu Gast sein würde und an der neben Mollio und Cornelio noch andere Theologen teilnehmen sollten. Die Disputation zog sich bis in die dritte Stunde in der Nacht, ohne dass eine Seite die andere überzeugen konnte. Daraufhin klagte Cornelio Mollio der Ketzerei an. Noch zu Beginn des Heimwegs von der Disputation wurde er auf der Wendeltreppe von Männern des Kardinals unter Leitung von dessen Vikar festgenommen und im selben Gebäude arretiert. Einige Anhänger Mollios versuchten, ihn auf der Treppe mit Waffengewalt zu verteidigen, was aber aufgrund der Dunkelheit und Enge nicht erfolgreich verlief.
Am nächsten Morgen kam es in der Stadt zu Studentenunruhen; Cornelio musste um sein Leben fürchten, hielt sich aber verborgen. Es wurden Parolen gegen Campeggi, den Papst, der als Antichrist bezeichnet wurde, und die römisch-katholische Kirche, die mit der Hure Babylon der Offenbarung des Johannes verglichen wurde, laut. Der Kardinal sah sofortigen Handlungsbedarf und ließ Mollio über den Vikar im Gefängnis vor die Wahl stellen, entweder zu sterben oder zu widerrufen; und er ließ ihm ausrichten, dass die Sache bald entschieden werde. Dabei wurden auch unzutreffende Anklagepunkte vorgetragen, die Mollio bestritt, während er seine tatsächlichen evangelischen Ansichten bekräftigte, mit dem Hinweis, er wolle lieber sterben, als diese zu widerrufen. Lorenzo Spada begab sich schnellstmöglich auf der Poststrecke nach Rom und erwirkte über den Kardinal zum Heiligen Kreuz, Gasparo Contarini, welcher der Schutzherr des Franziskanerordens war und selbst in einem Traktat die Rechtfertigung aus Glauben herausgestellt hatte, ein päpstliches Schreiben, das Campeggi verpflichtete, Mollio zu entlassen. Dafür müsse Mollio Bürgen einsetzen und sich innerhalb eines Monats in Rom melden. Das Schreiben erreichte Campeggi noch rechtzeitig, um die von ihm in drei Tagen angesetzte Verbrennung Mollios verhindern zu können. Etliche Studenten und einflussreiche Bürger Bolognas erklärten sich bereit, für Mollio zu bürgen, so dass er nach insgesamt 30 Tagen Haft entlassen wurde. Cornelio wurde ebenfalls nach Rom gerufen, und dort von Contarini inhaftiert.
Viele von Mollios Anhängern, die ihn im Kloster besuchten, rieten Mollio, nicht nach Rom zu gehen. Ihm wurden hohe Geldbeträge angeboten, mit denen er sich ihrer Meinung nach aus Italien nach Deutschland zurückziehen sollte. Stattdessen ging Mollio drei Tage nach seiner Entlassung im Jahre 1535 nach Rom, um sich dort zu rechtfertigen und sich für die evangelische Lehre einzusetzen, nachdem ihm seine Ordensbrüder aus seiner finanziellen Notlage geholfen hatten. Auf der Durchreise in Florenz angelangt, riet ihm Michelangelo Florio ebenfalls, nach Deutschland und nicht nach Rom zu gehen. Mollio entgegnete ihm aber, er sei bereit, in Rom für seinen Glauben zu leiden und zu sterben:

„Ich bin willig und bereit, nicht allein Pein und Marter zu leiden, sondern auch um meines Herrn Jesu Christi willen lebendig verbrannt zu werden.“

In Rom traf er sich mit Kardinal Gasparo Contarini und bekam auch eine Audienz bei Papst Paul III. selbst, zu der er in Begleitung seines Ordensoberen ging. Dort bat er den Papst, seine Sache öffentlich zu verhandeln; dieser entgegnete, dies sei nicht notwendig, da er ihm wohlgesinnt sei und eine gnädige Behandlung verfügt habe. Anstatt sich öffentlich zu verteidigen, sollte Mollio seine Lehre zur Kenntnisnahme durch die Kardinäle schriftlich zusammenfassen. Er kam dieser Aufforderung nach und ließ das Schreiben zunächst Kardinal Contarini, der im Auftrag des Papstes als Vorsitzender einer Kommission von Kardinälen und Bischöfen über Mollio zu richten hatte, und dann dem Papst selbst zukommen. Es behandelte Themen wie die Erbsünde, den freien Willen, die Unfehlbarkeit der römischen Kirche, die Rechtfertigung durch Glauben, das Fegefeuer, die Transsubstantiation, die Messe, die Ohrenbeichte, Gebete für die Toten, die Hostie, die Anrufung von Heiligen, Pilgerreisen, die letzte Ölung, Gottesdienste in einer für das Volk unverständlichen Sprache und anderes mehr, beleuchtet vom Wortlaut der Bibel aus. Der Kardinal zeigte sich verständnisvoll, auch hatte sich Mollio in seinem Schreiben sehr geschickt verteidigt.
So kam die Kommission nach drei Tagen Beratung zu dem Urteil, dass Mollios Lehren nicht zu widerlegen seien, allerdings mit dem Hinweis, die von Mollio zitierten Lehren des Paulus seien zwar biblisch, deren Auslegung zurzeit aber für das Papsttum schädlich. So durfte er seine Lehrtätigkeit fortsetzen, allerdings unter der Auflage, künftig nur noch scholastische Theologie, Sophistik und Philosophie, insbesondere wieder die des Aristoteles, nicht aber die Bibel, insbesondere nicht die paulinischen Episteln zu lehren. Mollio hielt sich nicht an diese Auflage; der glimpfliche Ausgang der Verhandlung hatte seine Popularität noch gesteigert und er blieb Hauptverbreiter der Reformation im Raum Bologna. Nach seiner Rückkehr wurde er mit großer Neugier auf den Verlauf des Prozesses empfangen, darum berichtete er in drei vielbeachteten Predigten in Kirchen von der Kanzel herab von seinen Erfahrungen in Rom. Zuvor war ihm noch einmal geraten worden, zu widerrufen und sich mit Kardinal Campeggi auszusöhnen. Er schlug dies mit Hinweis auf die Wichtigkeit der evangelischen Lehre aus. Schließlich wurde er auf Betreiben Campeggis, der einen entsprechenden Befehl des Papstes erwirkte, durch den Oberen des Franziskanerordens, der diesem Befehl nur sehr ungern nachkam, von der Universität Bologna entlassen und ersetzt.

### Prediger in Neapel
Mollio wurde von seinem Ordensoberen nach Neapel versetzt. Dort arbeitete er ab 1538 als Lektor und Prediger im Kloster San Lorenzo.
Dadurch wurde das Gegenteil von dem erreicht, was mit Mollios Versetzung beabsichtigt war, denn in Neapel fand er viele ebenfalls evangelisch gesinnte Freunde, auch den humanistischen Theologen Juan de Valdés, um den sich dort bereits seit 1533 ein mystisch-religiöser Kreis gebildet hatte, Bernardino Ochino, einen General des Kapuzinerordens, der ebenfalls das Prinzip „sola fide“ vertrat, und den Propst des Augustinerklosters, Peter Martyr Vermigli. Zu diesem Kreis um Valdés, der Neapel zum Zentrum der Reformation in Süditalien machte und sich selbst „Die gesegnete Kameradschaft“ nannte, gehörten außerdem Marcantonio Flaminio, Pietro Carnesecchi, der Historiker Jacopo Bonfadio (1508–1550), Lattanzio Ragnoni aus Siena, Bartolomeo Spataforo, ein Edelmann aus Messina, Donato Kullo aus Apulien, Mario Galeata, der aus Neapel stammte, Placido di Sangro, der Leiter der Akademie von de' Sereni, Giovan Galeazzo Caraccioli (1517–1586), der Sohn des Marquis von Vico, Vittoria Soranzo, Gian Tommaso Sanfelice, Bischof von Cava in den Jahren 1520–1550, Kämmerer Papst Clemens' VII., Vittoria Colonna, die Marquise von Pescara, eine damals berühmte Dichterin, die als Seelenverwandte Michelangelo Buonarrotis galt, Giulia Gonzaga, die Herzogin von Trajetto und Gräfin von Fondi, eine Frau, die als fromm, unglücklich und schön galt, und Donna Isabella Brisegna, die Frau des Don Garzia Manriquez, des Gouverneurs von Piacenza. Die religiösen Treffen fanden an wechselnden Orten statt, meist aber in einem Palast bei Chiaia oder anderen Palästen und Villen einflussreicher Personen, einschließlich der Residenz des Vizekönigs selbst.
Mollio und Vermigli hielten weiter Vorlesungen über die paulinischen Epistel. Viele Mönche, Adelige und Geistliche, sogar Bischöfe gehörten zu ihren Zuhörern. Der neugegründete Theatinerorden überwachte die Lehr- und Predigttätigkeit der Freunde und berichtete nach Rom; auch der damalige Vizekönig von Neapel, der Spanier Pedro Álvarez de Toledo, war ein Gegner der Reformation. Es kam zwar zu Verhören, aber Ketzerei war Mollio und Vermigli aufgrund ihrer geschickten Argumentation niemals nachzuweisen, auch hatten sie sich mit ihren Vorlesungen einflussreiche Gönner erworben.
Bis 1540 existierte im Vatikan eine Gruppe von Kardinälen, die mit der Reformation sympathisierten, dabei wären neben Contarini Jacopo Sadoleto, Reginald Pole und Federico Fregóso zu nennen. Diese waren einflussreich genug, um die Freunde schützen zu können.
Valdés starb im August 1541, Occhino und Martyr Vermigli flohen in die Schweiz, die damals bereits überwiegend reformiert war. Giulia Gonzaga und Isabella Brisegna, die später ebenfalls in die Schweiz floh, konnten als Beschützerinnen Mollios gelten, der als einziger bedeutender evangelischer Prediger in Neapel zurückgeblieben war.
1542 konvertierten Occhino und Martyr Vermigli offiziell von der römisch-katholischen Kirche zur evangelisch-reformierten Kirche der Schweiz, wodurch Mollio aufgrund seiner bekannten Verbindung zu beiden gefährdet wurde. Am 21. Juli 1542 führte der Papst auf Drängen von Kardinal Gian Pietro Carafa, dem späteren Papst Paul IV., Juan Álvarez y Alva de Toledo, dem Kardinal von Burgos und Ignatius von Loyola, der 1540 den Jesuitenorden gegründet hatte, in Italien mit der Apostolischen Konstitution Licet ab initio die Inquisition ein. Die römische Inquisition wurde zu dieser Zeit (1542–1555) von Carafa geleitet.

### Auf der Flucht
1543 verließ schließlich auch Mollio Neapel, blieb aber in Italien. Er wechselte häufig den Wohnort, um sich vor seinen Verfolgern verbergen zu können. Im gleichen Jahr hielt er sich auf Bitten des Abtes de Grassis noch einmal für einige Monate in Bologna auf, nachdem Campeggi 1539 gestorben war. Der Abt versteckte Mollio in seinem Haus und ließ sich von ihm die paulinischen Epistel auslegen.
Mollio befand sich ständig in Lebensgefahr, einige Male wurde er sogar verhaftet, kam aber jedes Mal ohne nachhaltigere Bestrafung davon:
So wurde er Anfang August 1543 eines Nachts festgenommen und arretiert. Um eine gewaltsame Befreiung des populären Reformators durch seine Anhänger zu verhindern, wurde er in Ketten von bewaffneten Wächtern nach Florenz gebracht und dort auf Befehl des Kardinals von Capua und des 49. Generalministers der Franziskanerminoriten, Buenaventura Fauni-Pio (Amtszeit 1543–1549) im Turm des Schlosses, isoliert von seinen Anhängern, inhaftiert.
Über seine Gefangenschaft wurde 1544 von Ieronymus Marianus an Konrad Pelikan in Zürich berichtet. In dieser Haft schrieb Mollio einen Kommentar zur Genesis, der in evangelischen Kreisen positive Beachtung fand. Das Buch wurde ihm entzogen und zunächst unter Verschluss gehalten. Nach vier Jahren wurde er auf Betreiben einflussreicher Personen in Italien, insbesondere des Grafen von Pitigliano und des Abtes de' Grassi, in die Obhut des Abtes entlassen, der für ihn bürgen musste. Dieser nahm ihn mit nach Ravenna in die Abtei St. Vital. Auch dort legte er die paulinischen Epistel aus und verbreitete die Lehren der Reformation. Es heißt, er habe geweint, wann immer er den Namen Jesu ausgesprochen habe.
Nach dem Tod des Abtes einige Monate später ging die Bürgschaft an dessen Erben über, die am Wohlergehen Mollios nicht mehr interessiert waren. So wurde Mollio in das Gefängnis des päpstlichen Legaten gebracht, nachts, um einen Aufruhr zu verhindern. Nachdem vier einflussreiche Persönlichkeiten beim Legaten für Mollio bürgten, wurde er wieder entlassen. Der Bedeutendste dieser Vier nahm Mollio in sein Haus auf, um seine zahlreichen Kinder von ihm im evangelischen Glauben erziehen zu lassen. Mollio dehnte die Erziehung auf die gesamten Hausangestellten und andere Bildungsbereiche aus. Dies wurde in einem großen Teil Italiens bekannt, und immer mehr Leute kamen, um ihn predigen zu hören.
Mit Beginn des Pontifikats Julius III. im Jahre 1550 wurde die Verfolgung Mollios intensiviert.

### Festnahme und Haft
Mollio lebte für insgesamt zehn Jahre in Verfolgung, bis er schließlich 1553 auf Befehl Papst Julius III. vom Stadtobersten und dem päpstlichen Legaten festgenommen wurde, der von seiner evangelischen Lehrtätigkeit in Ravenna erfahren hatte. Von dort wurde er unter strenger Bewachung und gefesselt nach Rom gebracht und für 18 Monate im Turm Nome interniert. Dort ist bereits Michelangelo Florio wegen evangelischer Lehren 13 Monate lang gefangen gehalten worden, danach noch 14 Monate in einem anderen Gefängnis, aus dem Florio am 6. Mai 1550 die Flucht gelungen war. In der Haft wurden mehrere erfolglose Versuche unternommen, Mollio zum Widerruf zu bewegen; weder Todesdrohungen noch das Angebot hoher Ehrungen im Falle eines Widerrufs fruchteten.

### Inquisitionsprozess und Todesurteil
Am 5. September 1553 wurde Mollio zusammen mit seinem Schüler und Begleiter, dem Weber Giovanni Teodori aus Perugia (meist nach seinem Beruf Tisserano, nach seinem Herkunftsort Perugino oder nach beidem Tisserando da Perugia genannt), und zahlreichen anderen Gefangenen, die ebenfalls wegen Ketzerei angeklagt waren, in der Kirche Santa Maria sopra Minerva öffentlich vor ein Gericht der Inquisition gestellt. Wer nicht widerrufen wollte, der sollte lebendig verbrannt werden. Die Versammlung wurde mit großem Aufwand von sechs Kardinälen als Richtern und zahlreichen Bischöfen als Beisitzern abgehalten, die auf einem Gerüst auf Stühlen Platz nahmen, die mit Gold und Samt überzogen waren. Die Zuschauer waren zahlreich. Zuvor war noch ein Gottesdienst abgehalten worden, in dem ein Dominikanermönch auf der Kanzel gegen die evangelische und für die päpstliche Lehre gepredigt hatte. Die Angeklagten mussten Wachsfackeln tragen. Alle bis auf Mollio und Teodori unterzeichneten einen Widerruf und kamen mit auferlegten Bußen davon. Nach Verlesung der Anklageschrift wurde Mollio Redeerlaubnis erteilt. Dieser bekannte sich in italienischer, das heißt, auch für weniger gebildete Zuhörer verständlicher Sprache nicht nur offen zu den von ihm vertretenen reformatorischen Thesen, sondern bezeichnete den Papst als den Antichristen und griff die Richter mit deutlichen Worten persönlich wegen Amtsanmaßung, Strebens nach Reichtum, Verfolgung der Heiligen und Missachtung des Wortes Christi an. Er bezeichnete sie sogar als Tyrannen und Mörder und wies darauf hin, dass sie am jüngsten Tag vor dem Richterstuhl Christi für ihre Taten zur Verantwortung gezogen würden.
Seine genauen Worte in deutscher Übersetzung sind in dem im Kapitel „Quellen“ genannten Buch zur italienischen Reformationsgeschichte (Äußerungen über die Kardinäle) und dem Evangelischen Kalender von 1865 (Äußerungen über den Papst) wie folgt wiedergegeben:
„Der Papst ist keineswegs der Nachfolger Christi oder des Apostels Petri oder das Haupt der christlichen Kirche, sondern vielmehr der wahre Antichrist, ein verfluchter und verdammter Fürst des antichristlichen Reiches, der sich mit gleichem Rechte die tyrannische Herrschaft über die Kirche angemaßt, mit dem der Raubmörder seine unschuldigen Opfer erwürgt. Was euch anbelangt, ihr Kardinäle und Bischöfe, so würde ich euch nicht ein Wort sagen, wenn ich mich überzeugen könnte, dass ihr euch die Macht, die ihr euch anmaßt, auf eine gerechte Weise erworben hättet und zu euren erhabenen Posten durch tugendhafte Handlungen und nicht durch blinde Ehrfurcht und verwerfliche Mittel gelangt wäret. Da ich aber sehe und aus den besten Quellen weiß, dass ihr Mäßigung und Bescheidenheit, Ehre und Tugend beiseite gesetzt habt, so bin ich genötigt, euch ohne Umstände zu behandeln und euch zu erklären, dass ihr eure Gewalt nicht von Gott, sondern vom Teufel habt. Wenn sie, wie ihr die Welt weis machen wollt, apostolisch wäre, so würde eure Lehre und euer Leben dem der Apostel gleichen. Wenn ich die grobe Sinnlichkeit, die Falschheit und das profane Wesen betrachte, womit eure Kirche angefüllt ist, was kann ich anders von ihr denken oder sagen, als dass sie eine Diebs- und Räuberhöhle ist. Was ist eure Lehre anders als Träumerei, eine durch Heuchler geschmiedete Lüge? In euren Gesichtern liest man, dass euer Bauch euer Gott ist. Euer einziges Trachten geht dahin, wie ihr durch alle Arten von Ungerechtigkeiten und Grausamkeiten Reichtümer erlangen und anhäufen wollt. Euch dürstet ohne Aufhören nach dem Blut der Heiligen. Könnt ihr die Nachfolger der heiligen Apostel und die Stellvertreter Jesu Christi sein, ihr, die ihr Christum und sein Wort verachtet und handelt, als wenn ihr nicht glaubtet, dass ein Gott im Himmel wäre, die ihr die treuen Verkündiger seines Wortes bis in den Tod verfolgt, seine Gebote vernichtet und die Gewissen seiner Heiligen tyrannisiert? Ich appelliere darum von eurem Richterspruche und fordere euch, ihr grausamen Tyrannen und Mörder, am jüngsten Tage zur Verantwortung vor den Richterstuhl Christi, wo eure pomphaften Titel und schimmernden Gewänder nicht blenden, noch eure Wachen und Folterwerkzeuge uns erschrecken werden. Zum Zeugnisse dessen nehmt zurück, was ihr mir gegeben habt.“
Dann warf er seine Fackel zu Boden und löschte sie aus, um seine Missachtung des Gerichts zu betonen. Teodori schloss sich den Ausführungen seines Lehrers an. Die Richter riefen wütend, man solle Mollio abführen. Er und Teodori wurden als Ketzer verurteilt. Nach dem Urteilsspruch betete Mollio laut Rabus:
„Ach Herr Jesu Christe, du hoher Priester und ewiger Hirt, mir kann zwar nichts liebers auf dieser Erden widerfahren, denn dass ich mein Blut um der Bekenntnis willen deines heiligen Namens jetztunder vergießen solle.“
Er und Teodori wurden noch am selben Tag zum Campo de’ Fiori gebracht. Dort wartete ein weltlicher Nachrichter auf sie, der das formelle Todesurteil auszusprechen hatte.

### Letzte Worte und Hinrichtung
Die Hinrichtungen erfolgten durch Hängen. Teodori wurde zuerst hingerichtet, seine letzten Worte waren laut Rabus:
„Herr, verzeihe ihnen, denn sie wissen nicht, was sie tun.“
(Vergleiche das Kreuzeswort Lk 23,34 .) Danach folgte Mollio. Er bat den Nachrichter zunächst, sich zu beeilen, dann aber darum, eine letzte Rede halten zu dürfen, die er als Bußgebet formulierte. Am Ende bezeichnete er sich dabei als Zeugen für die heilige christliche Kirche. Einige Zuhörer meinten, er habe von der römischen Kirche gesprochen, woraufhin er auf die Einheit aller Christen hinwies und die Oberhoheit der römischen Kirche ablehnte. Daraufhin beeilte sich der Henker, sein Werk zu vollenden. Mollios letzte Worte sollen gewesen sein:
„Christe, Christe, hilf mir!“
in dreifacher Wiederholung.
Die offiziellen Akten der Inquisition behaupteten, Mollio habe seine Seele nicht nur Gott, sondern auch der Jungfrau Maria, dem heiligen Franziskus und dem heiligen Antonius von Padua anbefohlen, was angesichts seiner Verurteilung als „hartnäckiger Lutheraner“ wohl bezweifelt werden kann. (Siehe solus Christus.)
Nachdem auch Mollio hingerichtet worden war, wurden seine und Teodoris Leiche am Galgen verbrannt.
Die Meinungen der Zeitgenossen über Mollio reichten von der Einstufung als Prophet und Märtyrer über die Ansicht, Exil hätte als Bestrafung ausgereicht bis zur Bezeichnung als Ketzer, dessen Asche man hätte in den Wind streuen sollen.

## Zitat
Ein Freund Mollios hatte beobachtet, dass er sich oft zurückzog und bitterlich weinte. Als der Freund Mollio bedrängte, ihm den Grund zu nennen, sagte er:
„Oh! Es schmerzt mich, dass ich mein Herz nicht dazu bringen kann, Jesus Christus inniger zu lieben.“

## Gedenktag
4. September im Evangelischen Namenkalender.

## Ehrungen
In Pianello, dem kleinsten Ortsteil seines Geburtsorts Montalcino, ist die Via Moglio nach Giovanni Mollio benannt.

## Rezeption
Am 13. März 1557 erwähnte Primož Trubar Giovanni Mollio in einem Brief an Heinrich Bullinger.
Claas Bruin (1671–1732) veröffentlichte 1719 das Buch Korte schets van het leven en sterven der Martelaren, darin ist im Anschluss an das Kapitel über und die Abbildung zu Giovanni Mollio auch das Gedicht De Verbranding van Joannes Mollius über ihn enthalten:
De Verbranding van Joannes Mollius
’t Zy verre, ô Mollius! dat gy voor ’t vuur zoud schroomen:
O neen! gy tart het Hoofd der Roomsche dwing’landy
Ten stryd, en lacht met al zyn kinderlyke droomen;
Ja, uw welspreekendheid ontdekt gerust en vry
Zyn gruweldaaden en onmenschelyke vonden,
Waar door hy ’t God’lyk recht vertrapt heeft en geschonden.
Simon Doekes zitierte das Gedicht 1741 in seiner Gedichtsammlung Verzameling der overgeblevene bybel- zede- en mengelpoëzy.
1747 erschien es in De Historie der Martelaren von Adriaan Corneliszoon van Haemstede, hier, ebenso wie 1719, wieder als Bildunterschrift zu einer Biographie Mollios.
Der Prozess gegen Mollio wird in dem historischen Roman From dawn to dark in Italy – A tale of the reformation in the sixteenth century vom Presbyterian Board of Publication aus dem Jahre 1869 geschildert.
Eine 1878 veröffentlichte Gravur für James Aitken Wylies Buch The History of Protestantism stellt die Szene dar, in welcher Mollio seine Fackel vor der Inquisition zu Boden warf.
Tim Willocks erwähnt einen berühmten Bologneser Professor namens Sebastiano Mollio in seinem Roman The Religion, der 2006 im Verlag Ruetten und Loening erschien. Am Anfang des Buches steht der Hinweis, dass alle dargestellten Personen und Ereignisse der Phantasie des Autors entsprängen oder fiktiv verwendet würden. Während die niederländische Übersetzung De orde, die spanische Fassung La orden und die französische Version La Religion ebenfalls den Namen Sebastiano Mollio verwenden, heißt der Professor in der deutschen Übersetzung Das Sakrament von 2013 (siehe unter Quellen) Giovanni Mollio. Für das Todesurteil wird in dem Roman ein Richter und Jurist der Inquisition namens Ludovico Ludovici verantwortlich gemacht. Falls der Name des Juristen eine Anspielung auf den Richter und Kardinal von Bologna Ludovico Ludovisi darstellen soll, so sei angemerkt, dass Ludovisi erst 42 Jahre nach Mollios Hinrichtung geboren wurde.

## Ein Schüler Mollios: Raffaele da Cento
Ein Schüler Mollios, der Visitator von San Salvatore, Raffaele da Cento, musste sich 1572, in der Niedergangsphase der italienischen Reformation, ebenfalls vor der Inquisition verantworten. Die Anzeige erstattete sein ehemaliger Schüler, der Augustinerchorherr Apollinare da Ravenna. Die Anschuldigungen waren zahlreich aber vage. Eine davon lautete, er sei ein Bilderstürmer. So waren alle Wandbilder in einem Kloster in Candiana zerstört worden, als Don Raffaele sich dort aufhielt. Außerdem sei er ein offener Anhänger Philipp Melanchthons. Zur Zeit des Konzils von Trient habe er ihm anvertrauten Novizen gegenüber unter anderem gesagt: „Heute sind Briefe gekommen, die davon berichten, Melanchthon sei auf dem Konzil erschienen und habe mit so vielen guten Gründen die Wahrheit seiner Lehre bewiesen, dass es auf dem Konzil keinen gab, der ihm hätte antworten können.“
Ein weiterer Lehrer Don Raffales sei einer weiteren Aussage zufolge Cornelio da Carpi gewesen, der älteren Ordensbrüdern gegenüber die paulinischen Epistel im römisch-katholischen Sinne und jüngeren gegenüber im evangelischen Sinne auslegte, die Auslegung für die älteren begründet mit den Worten: „Diesen Ochsen muss man Heu geben.“ Don Raffaele habe diese Unterrichtspraxis übernommen, als er mit der Ausbildung der Novizen betraut wurde. Außerdem habe er den päpstlichen Hof verunglimpft und in einer Art über die Verteilung kirchlicher Ämter gesprochen, die ihn als evangelisch entlarvt habe. Ferner besäße er als lutherisch angesehene Bücher wie das Traktat De libero arbitrio von Erasmus von Rotterdam, die Prediche von Giulio da Milano, die Abhandlung De incercitudine et vanitate scientiarum des Agrippa von Nettesheim und Werke vieler deutscher Autoren. Der Dissens zwischen Erasmus und Luther wurde dabei offenbar für nicht relevant gehalten.
An den kirchlich gebotenen Fastentagen habe Don Raffaele mit Fleisch gefüllte Tortellini gegessen und diese als Kichererbsen bezeichnet, wie Angelico Buonriccio aus Venedig am 31. Juli aussagte. Verstöße gegen die Fastenordnung waren auch zu dieser Zeit noch besonders häufig, da diese Ordnung von Vielen als anmaßend empfunden wurde.
1581 fand dann ein Inquisitionsprozess gegen Apollinare da Ravenna selbst statt. Dieser war zu dieser Zeit Mitglied eines Konvents in Nicosia bei Pisa. Dort habe er wiederholt gesagt: „Wenn die christliche Religion wahr wäre, wie verkündet wird, würde sie es jedem freistellen, die Bücher seiner Wahl zu lesen.“ (Mit der verkündeten Form der christlichen Religion meinte er die römisch-katholische Kirche.) Es wird vermutet, dass er nun selber Bücher von Erasmus und Melanchthon las. So soll er den Stil der Bücher von transalpinen Autoren bewundert und den der kirchlich empfohlenen scholastischen Schriften abgelehnt haben.